# Lijst van politieke partijen in Noorwegen
Dit artikel bevat een lijst met politieke partijen in Noorwegen.
Noorwegen heeft een meerpartijenstelsel met een groot aantal partijen en ideologieën. In de Noorse politiek heeft geen enkele partij de kans om alleen te heersen, door de grote verscheidenheid. Partijen mogen wel samenwerken om een coalitie te vormen in het Storting.
Er geldt een kiesdrempel van vier procent, alhoewel het mogelijk is door directmandaten als nog enkele zetels te verwerven in het Storting.
De hier vermelde partijen, zijn diegene die hebben deelgenomen aan de Noorse parlementsverkiezingen van 2021. De partijen Ap, Sp en SV worden de socialistische partijen genoemd (sosialistiske partier), terwijl FrP, H, V en KrF tot de rechtse partijen behoren (borgerlige partier). Deze blokvorming staat niet vast, Sp, V en KrF behoren tot de middenpartijen en kunnen dus soms ideeën steunen van een ander politiek blok.

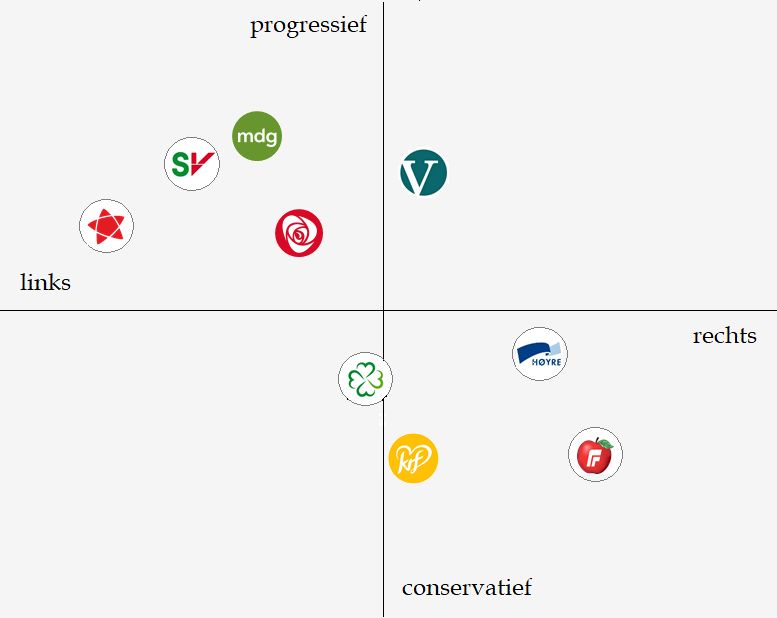
Politiek spectrum

## Parlementaire partijen
| Partijnaam                                             | Afkorting | Ontstaan | Leider                 | Richting      | Ideologie                                 | Zetels Storting vanaf 2021 (.../169) |
| ------------------------------------------------------ | --------- | -------- | ---------------------- | ------------- | ----------------------------------------- | ------------------------------------ |
| Arbeiderpartiet Arbeiderspartij                        | DNA of Ap | 1887     | Jonas Gahr Støre       | centrumlinks  | sociaaldemocratie                         | 48                                   |
| Høyre Conservatieve Partij                             | H         | 1884     | Erna Solberg           | centrumrechts | liberaal conservatisme                    | 36                                   |
| Senterpartiet Centrumpartij                            | Sp        | 1920     | Trygve Slagsvold Vedum | centrum       | sociaalliberalisme, Noords agrarianisme   | 28                                   |
| Fremskrittspartiet Vooruitgangspartij                  | FrP       | 1973     | Siv Jensen             | rechts        | conservatief en klassiek-liberalisme      | 21                                   |
| Sosialistisk Venstreparti Linkse Socialistische Partij | SV        | 1975     | Audun Lysbakken        | links         | democratisch socialisme, ecosocialisme    | 13                                   |
| Venstre (Sociaal-)Liberale Partij                      | V         | 1884     | Guri Melby             | centrum       | sociaalliberalisme, liberalisme           | 8                                    |
| Rødt Rood                                              | R         | 2007     | Bjørnar Moxnes         | extreemlinks  | marxisme, socialisme                      | 8                                    |
| Kristelig Folkeparti Christelijke Volkspartij          | KrF       | 1933     | Kjell Ingolf Ropstad   | centrum       | christendemocratie, sociaal conservatisme | 3                                    |
| Miljøpartiet De Grønne De Groenen                      | MDG       | 1988     | Une Aina Bastholm      | links         | ecologisme, socialisme                    | 3                                    |
| Pasientfokus Patiëntfocus                              | PF        | 2021     | Irene Ojala            | -             |                                           | 1                                    |

## Coalities
| Regering        | Premier          | Periode   | Partijen                                                 | Zetels |
| --------------- | ---------------- | --------- | -------------------------------------------------------- | ------ |
| Kabinet-Solberg | Erna Solberg (H) | 2020-2021 | Høyre, Venstre, Kristelig Folkeparti                     |        |
| Kabinet-Solberg | Erna Solberg (H) | 2019-2020 | Høyre, Fremskrittspartiet, Venstre, Kristelig Folkeparti |        |
| Kabinet-Solberg | Erna Solberg (H) | 2018-2019 | Høyre, Fremskrittspartiet, Venstre                       |        |
| Kabinet-Solberg | Erna Solberg (H) | 2013-2018 | Høyre, Fremskrittspartiet                                |        |